# Coelioxys huarpum
Coelioxys huarpum är en biart som beskrevs av Holmberg 1916. Coelioxys huarpum ingår i släktet kägelbin, och familjen buksamlarbin. Inga underarter finns listade i Catalogue of Life.